# استیو فارنیس
استیو فارنیس (به انگلیسی: Steve Furniss) (زادهٔ ۲۱ دسامبر ۱۹۵۲) شناگر اهل ایالات متحده آمریکا است. وی در سال ۱۹۸۵ شرکت تجهیزات ورزشی تی‌وای‌آر اسپورت را تأسیس کرد.